# Enrique Abello
Luis Enrique Abello Abello war ein chilenischer Fußballspieler. Der Mittelfeldspieler mit Spitznamen Ñato absolvierte neun Länderspiele für sein Heimatland. 

## Karriere

### Verein
Enrique Abello spielte von 1915 bis 1923 für den CD Magallanes aus der Hauptstadt Santiago.

### Nationalmannschaft
Enrique Abello wurde für die Nationalmannschaft Chiles für den ersten Campeonato Sudamericano 1916 nominiert und kam dort in allen drei Spielen zum Einsatz. Chile wurde beim Turnier mit einem Punkt Letzter. Seine zweite Südamerikameisterschaft spielte der Mittelfeldspieler 1922. Erneut lief Abello in allen vier Partien auf, jedoch wurde Chile mit nur einem Punkt wie schon 1916 Letzter. Insgesamt bestritt der Akteur von Magallanes neun Länderspiele für La Roja.